# Гершла (ТВ филм)
Гершла је југословенски ТВ филм из 1979. године. Режирао га је Никола Рајић, а сценарио је писала Драгана Јовановић-Абрамовић.

## Улоге
| Глумац             | Улога   |
| ------------------ | ------- |
| Ивана Жигон        | Дара    |
| Владимир Обрић     |         |
| Лепа Максић        |         |
| Горан Радојевић    |         |
| Нина Милашиновић   |         |
| Александар Чонић   |         |
| Ђурђија Цветић     |         |
| Душан Јанићијевић  | Богосав |
| Душица Жегарац     | Софија  |
| Вера Обрадовић     |         |
| Радмила Плећач     |         |
| Милка Лукић        | Стака   |
| Љиљана Шљапић      |         |
| Станимир Аврамовић |         |
| Маја Краговић      |         |
| Вељко Маринковић   |         |
| Мирјана Николић    |         |
| Сузана Николић     |         |
| Бранко Петковић    |         |
| Љиљана Стјепановић |         |